# Bataille de Nesjar

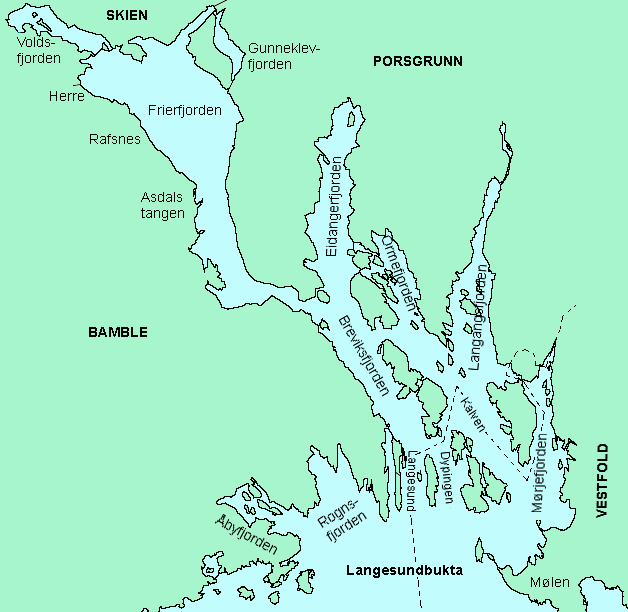
Carte de Frierfjord incluant Langesundfjorden.

La bataille navale de Nesjar a été livrée le 3 avril 1015 ou 1016, au large des côtes de Norvège. On ignore sa localisation exacte, on sait seulement qu'elle s'est déroulée quelque part près du Langesundfjorden (en) d'aujourd'hui. Elle a opposé les partisans d'Olaf Haraldsson (le futur saint Olaf) à ceux de Svein Håkonsson, jarl de Lade, vassal de la Suède. 
À la suite de la défaite d'Olaf Tryggvason à la bataille de Svolder, la Norvège a été partagée, entre la Suède et le Danemark, ce dernier confiant le gouvernement des terres lui revenant au jarl de Lade Eirik. Celui-ci décida cependant de rejoindre son beau-frère Knut le Grand dans son expédition vers l'Angleterre, et avec son départ, l'influence danoise se délita et le pouvoir fut revendiqué par un prétendant au trône de Norvège, Olaf Haraldsson, issu du lignage de Harald Ier de Norvège.
Svein Håkonsson, qui gouvernait la partie suédoise de la Norvège apprit qu'Olaf ralliait des partisans sur son territoire. Il décida de mettre un terme à ses activités et réunit ses forces que rejoignirent plusieurs chefs de clans norvégiens, parmi lesquels se comptait le puissant Erling Skjalgsson.
De son côté, Olaf avait terminé de mobiliser ses troupes et il embarqua avec son armée pour affronter Svein. Les deux flottes se rencontrèrent au large de Telemark. Il y a très peu de récits sur ce qui s'est passé : on sait seulement que la bataille fut âprement disputée, que les pertes furent lourdes et que les deux chefs lui survécurent. Son résultat fut une défaite pour Svein Håkonsson qui se réfugia en Suède.
La voie semblait ouverte pour la réunification du royaume de Norvège au profit d'Olav. Cependant, la tâche resterait difficile car il lui faudra composer avec d'anciens ennemis tels qu'Erling Skjalgsson, avec lequel d'ailleurs les relations resteront conflictuelles et qu'il finira par combattre. Ce turbulent vassal sera tué à la bataille de Boknafjorden en 1028, mais ses partisans le vengeront deux ans plus tard, à la bataille de Stiklestad, lors de laquelle Olaf sera à son tour tué.

## Référence
- (en) Cet article est partiellement ou en totalité issu de l’article de Wikipédia en anglais intitulé « Battle of Nesjar » (voir la liste des auteurs).